# Барибін Олександр Миколайович
Олександр Миколайович Барибін (нар. 1951, Орел, СРСР) — український політик. З 8 лютого по 7 червня 2013 секретар Мелітопольського міськради і виконувач обов'язків міського голови.

## Біографія
Народився в 1951 році в місті Орел. У 1954 році з сім'єю переїхав до Мелітополь. Навчався в школі № 25. Після її закінчення в 1968 році вступив до МІМСХ (нині ТДАТУ) на спеціальність інженера-механіка. З 1973 по 1974 рік працював на Гуляйпільському ремонтному заводі. Потім повернувся в Мелітополь і влаштувався працювати на СТО «Південна». Там він працював майстром, потім старшим майстром, головним інженером, і. о. директора. З 1981 року працював на Моторному заводі диспетчером, заступник начальника складального цеху, начальником гарантійно-технічного обслуговування, директором заводський СТО.
У 1998 році Барибін відкрив на вулиці Дружби власну станцію техобслуговування автомобілів. У квітні 2006 року став головою міської комісії із земельних відносин та екології.
Після усунення з посади мера Сергія Вальтера виконувач обов'язки міського голови став Олександр Барибін. 7 червня 2013 на засіданні мелітопольської міськради депутати поміняли секретаря. Замість Олександра Барибіна, керівником міста і міськради став Андрій Чаппа. Також з рук заступника губернатора Запорізької області Юрія Пелиха, Олександр Барибін отримав орден «За заслуги перед запорізьким краєм».